# Jean-Baptiste Claude Odiot
 (septembre 2017).
Si vous disposez d'ouvrages ou d'articles de référence ou si vous connaissez des sites web de qualité traitant du thème abordé ici, merci de compléter l'article en donnant les références utiles à sa vérifiabilité et en les liant à la section « Notes et références ».
Jean-Baptiste-Claude Odiot (Paris, 8 juin 1763 - Paris, 23 mai 1850) a édifié, au cours du premier quart du XIXe siècle, la maison d’orfèvrerie française la plus prospère et la plus fréquentée par toutes les cours européennes de son temps. Livrant de somptueux services pour la table et des ensembles prestigieux, comme la toilette de l’impératrice Marie-Louise et le berceau du roi de Rome, Odiot est l’un des plus illustres orfèvres sous le Premier Empire et la Restauration.
Le musée des Arts décoratifs, à Paris, conserve un ensemble exceptionnel de 33 pièces d’orfèvrerie et de 176 dessins originaux de l’atelier d’Odiot. C'est aujourd'hui la plus importante collection publique dédiée à l’orfèvre.

## Biographie

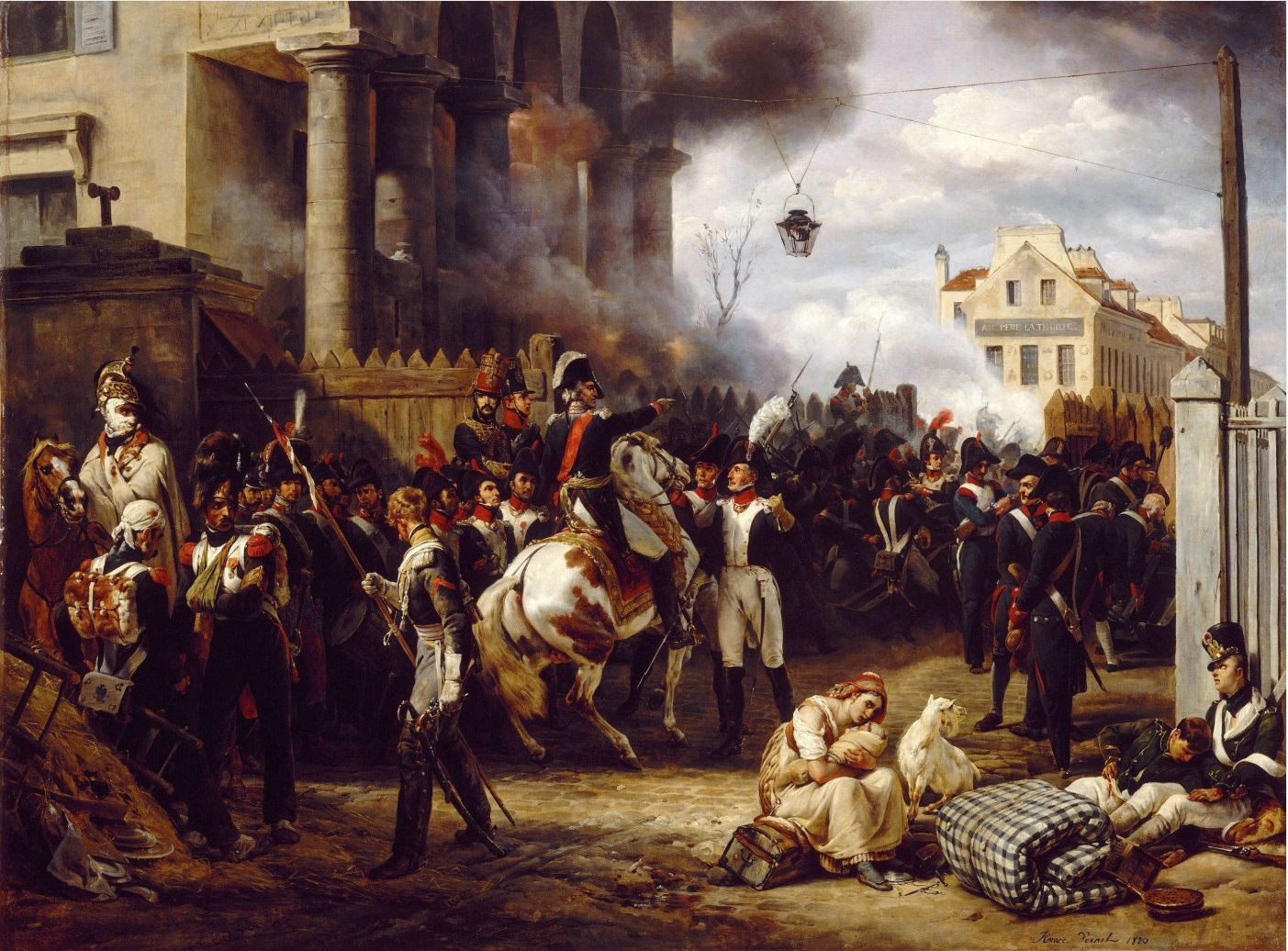
Le colonel Odiot (plumet blanc), recevant les ordres du maréchal Moncey (à cheval) au combat de la barrière de Clichy

Issu d’une dynastie d’orfèvres, Jean-Baptiste-Claude Odiot est le petit-fils de Jean-Baptiste-Gaspard Odiot (1692-1767) et le fils de Jean-Claude Odiot (1722-1788). Premier fils du mariage en secondes noces de son père avec Marie-Catherine Vavasseur, il voit le jour à Paris le 8 juin 1763.
Se tournant tout d’abord vers la carrière militaire, il est engagé comme dragon à l’âge de 16 ans dans le régiment de colonel-général. Si ce premier engagement ne dure que 30 mois, Odiot poursuit, parallèlement à son métier d’orfèvre, tout au long de sa vie, la voie des armes. Il est immortalisé, combattant aux côtés du général Moncey lors de la défense de Paris en 1814, par Horace Vernet dans la Barrière de Clichy, aujourd’hui conservée au musée du Louvre. Ce fait d’armes lui vaut d’être décoré de la Légion d’Honneur le 5 septembre 1814.
Jean-Baptiste-Claude Odiot est reçu maître orfèvre le 17 décembre 1785. Son poinçon, insculpé le 21 décembre 1785, porte ses initiales « JBCO » placées autour d’un casque, remplacé par un soufflet de forge après la Révolution.
Il conduit alors pendant 40 ans une carrière d'orfèvre exceptionnelle tant par le niveau de sa clientèle que par la diversité, la recherche et la qualité de ses créations, ainsi que le souligne ce guide parisien :
« Admirons au coin des r. Saint-Honoré et des Frondeurs, l'éclatante boutique de M. Odiot, le premier orfèvre de Paris, dont le génie, s'étudiant sans cesse à varier de la manière la plus élégante toutes les pièces du plus riche buffet et de la table la plus gourmande, mérite à ce titre l'hommage d'un gourmand ».
Son principal concurrent Martin-Guillaume Biennais, également fournisseur de l'Empereur, tient lui aussi boutique rue Saint-Honoré presque en face.
Après vingt ans d'activité, en 1808, il est l'une des 550 personnes les plus imposées de Paris.
Odiot cesse définitivement son activité en 1827. Son atelier est alors repris par son fils Charles-Nicolas Odiot (1789-1868), lequel, après s’être formé en Angleterre, fait insculper son poinçon en 1826. Jean-Baptiste-Claude Odiot s’établit dans son hôtel particulier situé dans le quartier des Champs-Élysées (à l'emplacement de l'actuelle Cité Odiot entre la rue Washington et la rue de Berri) et constitue une collection de tableaux, d’objets d’art et d’antiques.
Il meurt le 23 mai 1850 à l’âge de 87 ans, à la tête de l’une des plus importantes fortunes françaises. Il est inhumé au cimetière du Père-Lachaise (4e division),.

## L'orfèvre des têtes couronnées

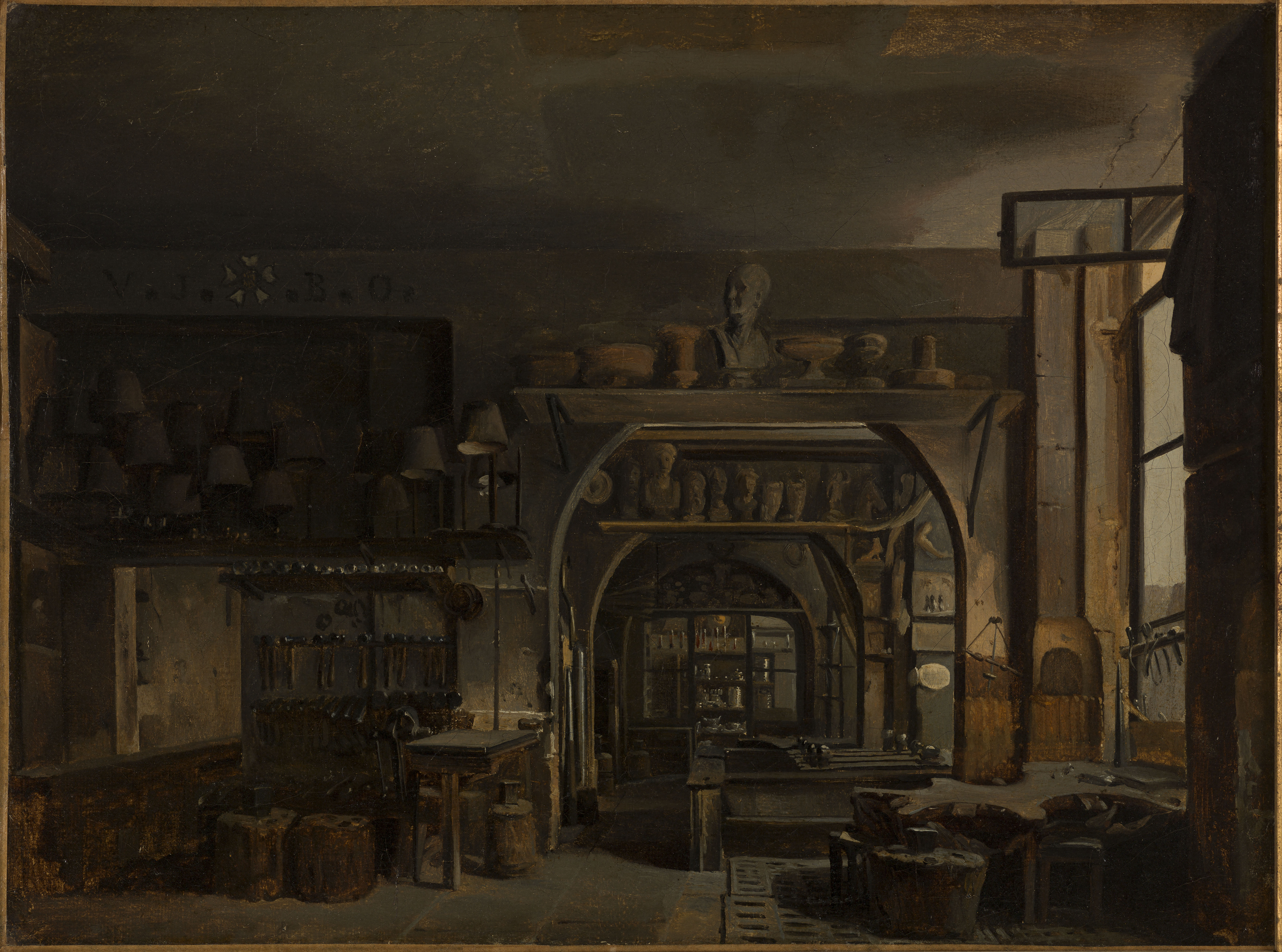
François Desmoulins, L'Atelier de l'orfèvre Odiot, vers 1822 (Paris, musée Carnavalet)

Odiot est chargé, en octobre 1801, d’exécuter l’épée consulaire de Bonaparte, en collaboration avec le joaillier Marie-Étienne Nitot. Il se voit consacré lors de l’Exposition des produits de l’industrie de l’an X (1802), lors de laquelle lui est décernée, conjointement avec son confrère Henri Auguste, une médaille d’or.
La médaille d’or lui est rappelée lors de l’Exposition des produits de l’industrie de 1806, lors de laquelle il présente un trépied athénienne en argent et vermeil, dont une version en bronze est conservée au musée des Arts décoratifs à Paris. Odiot livre cette même année à Madame Mère (Letizia Bonaparte) une partie d’un important service de table en vermeil qu’il complètera jusqu’en 1808. Vers 1809, c’est un autre service de table en vermeil, dont une partie appartient aujourd’hui aux collections de la Residenz de Munich, qui est exécuté pour Jérôme Bonaparte, frère de l’Empereur et roi de Westphalie de 1807 à 1813.
En 1810, à la demande du préfet de la Seine, Nicolas Frochot, Odiot réalise, sur des dessins de Pierre-Paul Prud'hon et en collaboration avec Pierre-Philippe Thomire, la toilette en vermeil et lapis-lazuli offerte à Marie-Louise à l’occasion de son mariage avec Napoléon. Toujours avec Prud'hon et Thomire, il réalise en 1811 le berceau du Roi de Rome, cadeau de la Ville de Paris pour la naissance de l’héritier impérial.

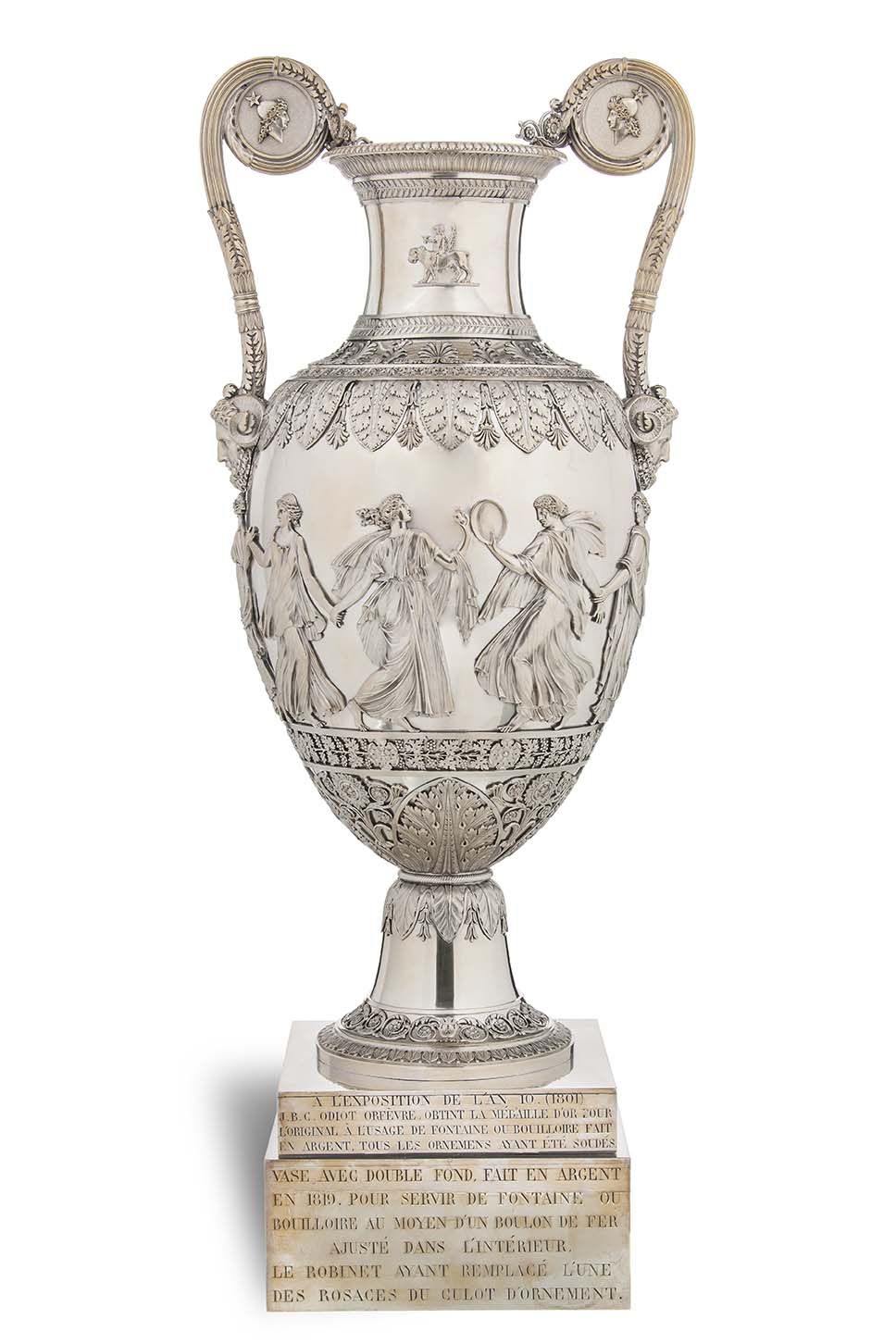
Vase modèle pour une fontaine à thé, vers 1802 (création du modèle) / vers 1819 (exécution de la pièce), laiton, argenture par Christofle en 1907-1908, Paris, musée des Arts décoratifs (Photo Les Arts Décoratifs, Paris / Jean Tholance)

De fait, sans être l’orfèvre attitré de Napoléon Ier, Odiot gravite autour de sa famille, laquelle lui passe de prestigieuses commandes.
Faute d’archives conservées, il est difficile de dresser une liste précise des livraisons effectuées par Jean-Baptiste-Claude Odiot au cours de la période impériale. Om peut toutefois citer parmi ses commanditaires le maréchal Ney ou la comtesse d’Albany. Madame Mère apparaît comme une cliente fidèle jusqu’à la fin de l’Empire, commandant vers 1812, deux écritoires en vermeil destinées à ses fils Jérôme et Joseph. En 1813, il vend une toilette en vermeil à l’impératrice Joséphine, alors retirée à la Malmaison.
La clientèle d’Odiot ne cesse de s’accroître sous la Restauration. En effet sans étiquette politique, il n’a pas fait faillite à la chute de Napoléon Ier et livre aussi bien les émigrés de retour en France que l’entourage de l’Empereur déchu.

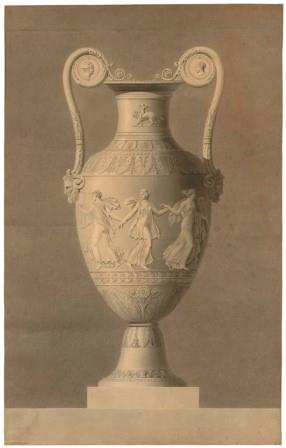
Vase pour une fontaine à thé, vers 1810, graphite, plume et encre grise, lavis gris et sépia sur papier, Paris, musée des Arts décoratifs (Photo Les Arts Décoratifs, Paris)

De l’Angleterre à l’Italie, toutes les grandes familles de la diplomatie et des cours européennes se fournissent chez Odiot. Se distinguent le duc de Wellington, le prince de Metternich, le roi de Prusse, Frédéric-Guillaume III, le roi de Wurtemberg, Guillaume Ier, ou encore le prince-régent d'Angleterre qui passe commande en 1815 d’une statuette de satyre et d’une coupe « sein de Vénus ».
Au sein de cette prestigieuse clientèle étrangère, les membres de l’aristocratie russe, notamment les diplomates et les grandes familles installées à Paris, sont les plus nombreux. En 1817-1818, Odiot réalise ainsi pour le prince Nicolas Demidoff un grand service de 219 pièces. Les Polonais apparaissent aussi régulièrement à partir de 1815. La comtesse Branicki acquiert en 1819 un service de plus de 600 pièces, dont le musée royal d'Amsterdam et le palais de Wilanow conservent certains éléments.
À l’apogée de sa carrière, Jean-Baptiste-Claude Odiot expose à nouveau aux Expositions des produits de l’industrie de 1819 et 1823. Souhaitant œuvrer à sa propre postérité mais également servir son art en suscitant l’émulation chez ses successeurs, il fait connaître sa volonté, en 1819, de donner au Gouvernement des modèles d’orfèvrerie issus de son atelier. Le don se concrétise en 1835 ; trente pièces en bronze et un vase en argent rejoignent les galeries du musée du Luxembourg. Déposées au musée des Arts décoratifs en 1892 et en 1907, elles seront dorées et argentées en 1907-1908 par la maison Christofle.

## Quelques œuvres  répertoriées

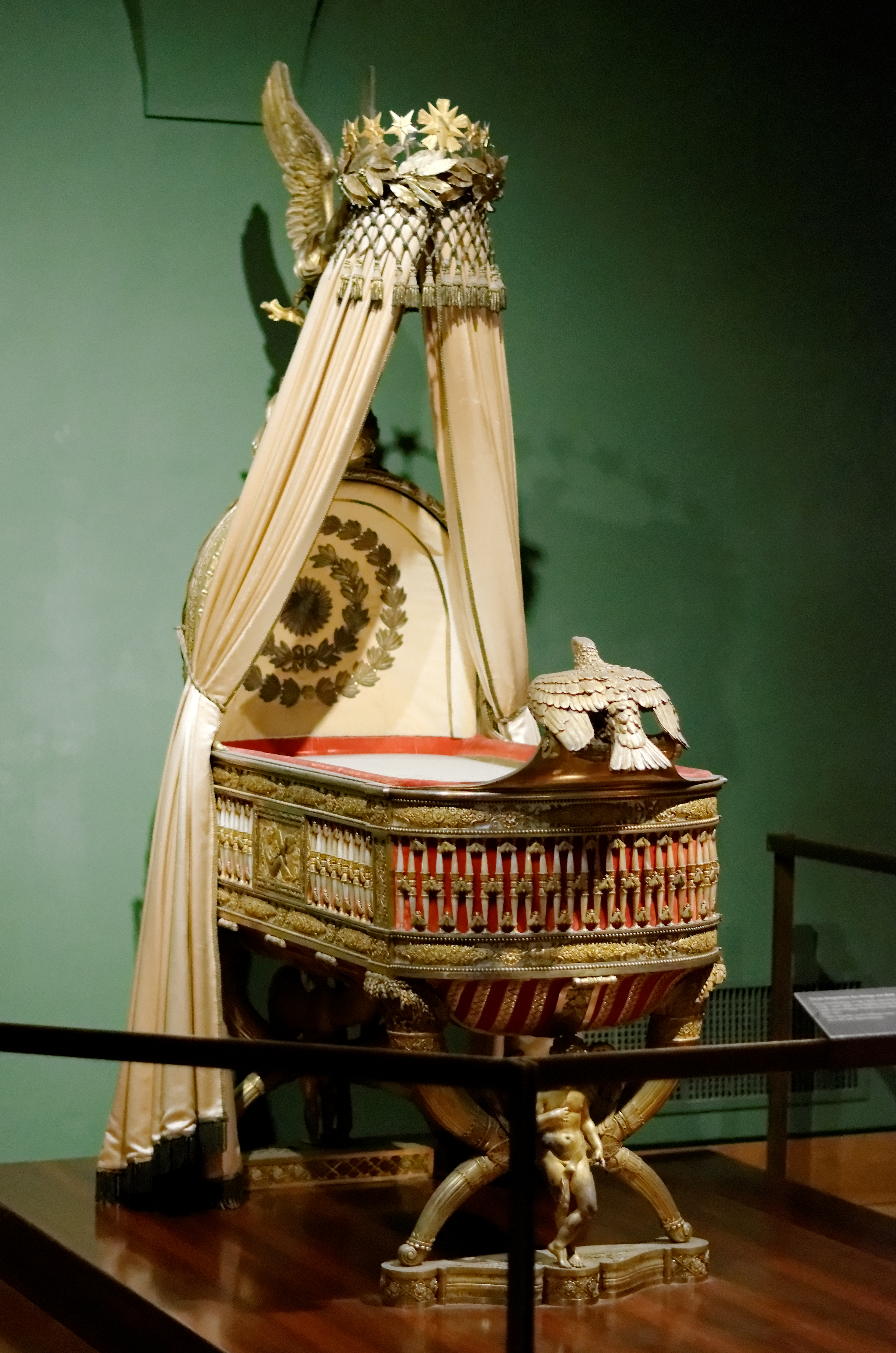
Berceau du roi de Rome

- Épée consulaire de Napoléon Bonaparte, 1801 (Fontainebleau, musée national du château).
- Service de Madame Mère, 1806, vermeil (Collection particulière).
- Service de Jérôme Bonaparte, vers 1809, vermeil (Munich, Residenz).
- Toilette de Marie-Louise, 1810, vermeil et lapis-lazuli (fondue en 1832).
- Berceau du Roi de Rome, 1811 (Vienne, Kunsthistorisches museum).
- Coupe « Sein de Vénus et papillon », vers 1810-1820, argent doré (Paris, Musée des Arts décoratifs)[8].
- Vase modèle pour une fontaine à thé, vers 1802 (création du modèle) / vers 1819 (exécution de la pièce), laiton, argenture par Christofle en 1907-1908 (Paris, Musée des Arts décoratifs).
- Service Demidoff, 1817-1818 (Paris, musée du Louvre et New York, Metropolitan museum of Art)[9].
- Service Branicki, 1819 (Amsterdam, Rijksmuseum et Varsovie, palais de Wilanow).
- Henri IV enfant, d’après François-Joseph Bosio, 1824, argent (Paris, musée du Louvre).
- Ensemble de 176 dessins de la maison Odiot (Paris, Musée des Arts décoratifs)[10].